# Live Phish Volume 20
Live Phish Volume 20 è un album dal vivo dei Phish, pubblicato il 20 maggio 2003 (in contemporanea ai Volumi 17, 18 e 19 della serie Live Phish) dalla Elektra Records.  Il disco riporta per intero il concerto tenuto la sera del 29 dicembre 1994 al Civic Center di Providence. Questa esibizione è nota per la sua versione di David Bowie - brano originariamente contenuto nel cd Junta - della durata di quasi 36 minuti, e comunemente considerata una delle migliori improvvisazioni di sempre eseguite dalla band. I Phish suonarono lo standard bluegrass My Long Journey Home utilizzando solo strumenti ascutici (chitarra folk, banjo, contrabbasso e washboard). Il concerto, come avviene solitamente per i Phish, venne diviso in due successive uscite (o "set") e si concluse con altrettanti bis.
Questa esibizione fu la seconda di quattro tenute in serate successive: il 30 dicembre la band suonò al Madison Square Garden e concluse i concerti del 2003 con l'esibizione di Capodanno al Boston Garden. Tutti e quattro i concerti registrarono il tutto esaurito.

## Tracce

### Disco 1
Primo set:
1. Runaway Jim
2. Foam
3. If I Could
4. Split Open and Melt
5. The Horse
6. Silent in the Morning
7. Uncle Pen
8. I Didn't Know
9. Possum

Secondo set:
1. Guyute

### Disco 2
Continuazione del secondo set:
1. David Bowie
2. Halley's Comet
3. The Lizards
4. Cracklin' Rosie
5. Good Times, Bad Times

Eseguiti come bis:
1. My Long Journey Home
2. Sleeping Monkey